# Columbo
Columbo é uma premiada série policial dos anos 1970 estrelada pelo ator Peter Falk. Esta série foi exibida em Portugal na RTP1, em 1973, às segundas-feiras, às 22 horas e 5 minutos, a seguir ao "Telejornal" e foi reexibida na RTP Memória mais tarde, em 25 de Maio de 2020. A série revolucionou as histórias de detetives.

## Sinopse

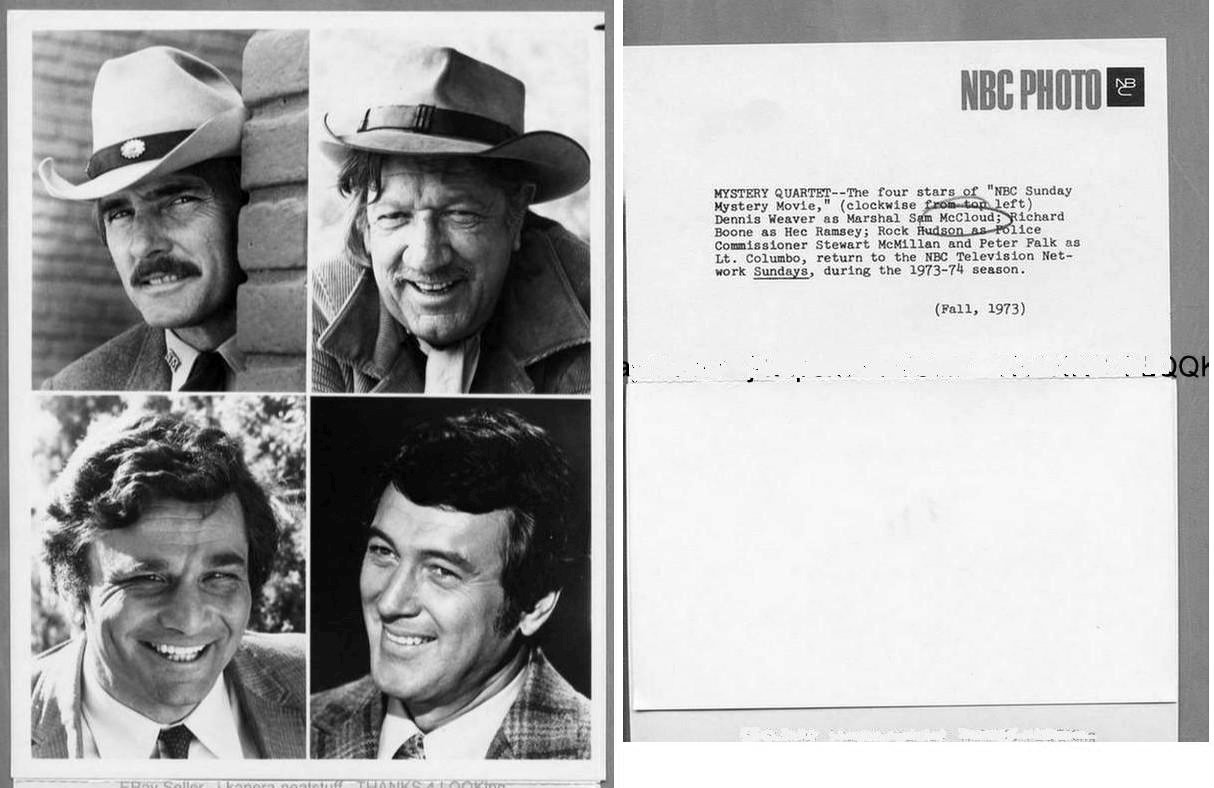
Os detetives do canal de televisão norte-americano NBC em 1975

Ao contrário do que geralmente ocorre em filmes policiais, a maioria dos episódios começa mostrando claramente quem é o assassino e os pormenores de como homicídio foi cometido. Nos crimes da série têm um ponto em comum: o(s) criminoso(s) monta(m) um álibi que parece perfeito.
Depois entra em cena Columbo (o seu primeiro nome nunca foi revelado), um tenente da Divisão de Homicídios da Polícia de Los Angeles, sempre vestindo um jaleco de gabardine surrado e dirigindo um carro velho, um Peugeot 403. Embora fale sempre na mulher e em um sobrinho, estes não aparecem na série (excetuando o episódio No Time to Die, onde aparece um sobrinho agente da policia). A esposa de Columbo, 'Mrs. Columbo' (Kate Mulgrew), aparecerá  num seriado de TV de 13 episódios exibidos entre 1979-1980. A esposa do tenente é uma jornalista que desvenda crimes ao mesmo tempo em que cria a filha pequena do casal. 
Columbo é educado e faz de tudo para não ofender os suspeitos e, aparentemente dispersivo, dá a impressão que não tem a mínima chance de resolver o crime. Passa ao assassino uma falsa sensação de segurança, pois faz perguntas tolas e sem pretensões. Apesar disso, aos poucos e metodicamente, junta os pedaços do quebra-cabeça a partir dos mínimos detalhes e sempre consegue desmontar o álibi e desvendar o crime, para espanto do assassino. Resolve os crimes pela lógica.
Era um dos seriados que se revezavam semanalmente no programa criado pela rede NBC, que a princípio foi chamado de "Mistery Movie", no Brasil era chamada de "Os Detetives" e foi apresentado pela Rede Tupi de Televisão. Os três seriados que se revezavam eram: Columbo, o Casal McMillan e McCloud. A maior audiência era de Columbo, mas tanto McMillan quanto McCloud tinham boa aceitação. Em Portugal alcançou grande êxito na RTP no início da década de 1980.
Steven Spielberg dirigiu alguns episódios da série, que contou com a participação de artistas famosos à época, como Suzanne Pleshette, Ray Milland e Leslie Nielsen, entre muitos outros.
O personagem Adrian Monk, do seriado Monk, foi possivelmente inspirado em Columbo.

## Episódios-piloto
em itálico, os nomes dos episódios no Brasil e em Portugal.
1 - Fórmula para Matar/Assassinato (Prescription: Murder) (20/02/1968).
Atores convidados: Gene Barry, Katherine Justice, Nina Foch.
Sinopse: Filme feito para televisão, mas que não foi idealizado originalmente para ser o piloto da série. Médico psiquiatra mata esposa, usando sua paciente e amante, para se fazer passar por ela, dando-lhe assim um álibi. (90 min.)
2 - Resgate para um Morto/Resgate Por Um Homem Morto (Ransom for a Dead Man) (01/03/1971).
Atores convidados: Lee Grant, Harold Gould, Patricia Mattick.
Sinopse: Este é o verdadeiro piloto da série que começou na temporada do outono no ano de sua produção. Esposa atira no marido e faz parecer que o mesmo fora vítima de seqüestro. (90 min.)

## Temporadas

### 1971/72
em itálico, os nomes dos episódios no Brasil e em Portugal.
01 - Um Crime Quase Perfeito/Morte por argumento (Murder by the Book) (15/09/1971).
Atores convidados: Jack Cassidy, Martin Milner, Rosemary Forsyth.
Sinopse: Parceiro de uma equipe de escritores de mistério mata o outro. (70 min.) Emitido na RTP Memória em 30 de Julho de 2012 e 31 de Julho de 2012 em 2 episódios de 35 minutos.
02 - A Morte Dá uma Ajuda/Chantagem Mal Sucedida (Death Lends A Hand) (06/10/1971).
Atores convidados: Robert Culp, Ray Milland, Patricia Crowley.
Sinopse: Investigador particular tenta chantagear a infiel mulher de um cliente; falha e a mata por acidente. (70 min.) Emitido na RTP Memória em 1 de Agosto de 2012 e 2 de Agosto de 2012 em 2 episódios de 35 minutos.
03 - Peso Morto/Peso de Morte (Death Weight) (27/10/1971).
Atores convidados: Eddie Albert, Suzanne Pleshette, Kate Reid.
Sinopse: Militar corrupto mata parceiro de negócio. Mulher a bordo de um barco de passagem acha que viu o assassinato. (70 min.) Emitido na RTP Memória em 3 de Agosto de 2012 e 6 de Agosto de 2012 em 2 episódios de 35 minutos.
04 - Trama Perfeita/Bom para Emoldurar (Suitable for Framing) (17/11/1971).
Atores convidados: Ross Martin, Kim Hunter, Don Ameche.
Sinopse: Ross Martin é Dale Kingston, um crítico de arte que mata o tio e tenta implicar a tia, tudo isso para obter aquela que é considerada uma das mais valiosas coleções de arte do mundo. Kim Hunter é a tia sob suspeita. Don Ameche representa o advogado a família. (70 min.) Emitido na RTP Memória em 7 de Agosto de 2012 e 8 de Agosto de 2012 em 2 episódios de 35 minutos.
05 - Uma Estranha Mulher/Tempo de Espera (Lady in Waiting) (15/12/1971).
Atores convidados: Susan Clark, Richard Anderson, Leslie Nielsen.
Sinopse: Irmã monta cilada ao irmão que deveria acessar o quarto dela pela janela. Ela planeja atirar nele, e dirá que achou que fosse um ladrão. Seus planos vão por água abaixo quando o irmão tem uma chave extra. (70 min.) Emitido na RTP Memória em 9 de Agosto de 2012 e 10 de Agosto de 2012 em 2 episódios de 35 minutos.
06 - Pavio Curto/Curto Circuito (Short Fuse) (19/01/1972).
Atores convidados: Roddy McDowall, Ida Lupino, James Gregory.
Sinopse: Químico prepara uma bomba numa caixa de charutos pata matar o tio e herdar uma fábrica. (70 min.) Emitido na RTP Memória em 13 de Agosto de 2012 e 14 de Agosto de 2012 em 2 episódios de 35 minutos.
07 - Assassinato na Planta/A Planta do Crime (Blue Print for Murder) (09/02/1972).
Atores convidados: Patrick O'Neal, Forrest Tucker, Janis Paige.
Sinopse: Arquiteto mata magnata do Texas que queria deixar negócio imobiliário. (70 min.) Emitido na RTP Memória em 15 de Agosto de 2012 e 16 de Agosto de 2012 em 2 episódios de 35 minutos.

### 1972/73
em itálico, os nomes dos episódios no Brasil e em Portugal.
08 - Estudo em Bemol/Estudo Negro (Etude in Black) (17/09/1972).
Atores convidados: John Cassavetes, Blythe Danner, Myrna Loy.
Sinopse: Maestro mata pianista/amante. (90 min.) Emitido na RTP Memória em 17 de Agosto de 2012 e 20 de Agosto de 2012 em 2 episódios de 45 minutos.
09 - A Farsa/O Golpe (The Greenhouse Jungle) (15/10/1972).
Atores convidados: Ray Milland, Bradford Dillman, Bob Dishy.
Sinopse: Tio e sobrinho simulam seqüestro, então o tio mata o sobrinho. (70 min.) Emitido em 21 de Agosto de 2012 e 22 de Agosto de 2012 em 2 episódios de 35 minutos.
10 - Um Jogo Vital/O Jogo Decisivo (The Most Crucial Game) (05/11/1972).
Atores convidados: Robert Culp, Dean Stockwell, Valerie Harper.
Sinopse: Dirigente de time de futebol. (70 min.) Emitido na RTP Memória em 23 de Agosto de 2012 e 24 de Agosto de 2012 em 2 episódios de 35 minutos.
11 - Uma Adaga na Mente/Crime na Mente (Dagger of the Mind) (26/11/1972).
Atores convidados: Richard Basehart, Honor Blackman, John Williams.
Sinopse: Columbo em Londres. (90 min.) Emitido na RTP Memória em 27 de Agosto de 2012 e 28 de Agosto de 2012 em 2 episódios de 45 minutos.
12 - Requiem para uma Estrela Cadente (Requiem for a Falling Star) (21/01/1973).
Atores convidados: Anne Baxter, Mel Ferrer, Kevin McCarthy.
Sinopse: Ex-rainha do cinema; incêndio em automóvel. (70 min.) Emitido na RTP Memória em 29 de Agosto de 2012 e 30 de Agosto de 2012 em 2 episódios de 35 minutos.
13 - Pontos no Crime/Ponto Final (A Stitch in Crime) (11/02/1973).
Atores convidados: Leonard Nimoy, Will Geer, Anne Francis.
Sinopse: Cirurgia cardíaca. (70 min.) Emitido na RTP Memória em 31 de Agosto de 2012 e 3 de Setembro de 2012 em 2 episódios de 35 minutos.
14 - Partida Mortal/Jogo Perigoso (The Most Dangerous Match) (04/03/1973).
Atores convidados: Laurence Harvey, Jack Kruschen, Lloyd Bochner.
Sinopse: Jogadores de xadrez. (70 min.) Emitido na RTP Memória em 4 de Setembro de 2012 e 5 de Setembro de 2012 em 2 episódios de 35 minutos.
15 - Duplo Choque/Choque Duplo (Double Shock) (25/03/1973).
Atores convidados: Martin Landau, Paul Stewart, Julie Newmar.
Sinopse: Batedeira elétrica na banheira. (70 min.) Emitido na RTP Memória em 6 de Setembro de 2012 e 7 de Setembro de 2012 em 2 episódios de 35 minutos.

### 1973/74
em itálico, os nomes dos episódios no Brasil e em Portugal.
16 - Bonita mas Fatal/Adorável Mas Letal (Lovely but Lethal) (23/09/1973).
Atores convidados: Vera Miles, Martin Sheen, Vincent Price.
Sinopse: Rainha dos cosméticos; microscópio como arma do crime. (70 min.) Emitido na RTP Memória em 10 de Setembro de 2012 e 11 de Setembro de 2012 em 2 episódios de 35 minutos.
17 - Em Qualquer Porto um Perigo/Em Tempo de Guerra (Any Old Port in a Storm) (07/10/1973).
Atores convidados: Donald Pleasence, Gary Conway, Julie Harris.
Sinopse: Vinicultor; aparente acidente com equipamento de mergulho. (90 min.) Emitido na RTP Memória em 12 de Setembro de 2012 e 13 de Setembro de 2012 em 2 episódios de 45 minutos.
18 - Candidato Ao Crime (Candidate For Crime) (04/11/1973).
Atores convidados: Jackie Cooper, Ken Swofford, Joanne Linville.
Sinopse: Candidato ao senado assassina coordenador de campanha. (90 min.) Emitido na RTP Memória em 14 de Setembro de 2012 e 17 de Setembro de 2012 em 2 episódios de 45 minutos.
19 - Dupla Exposição/Duplo Risco (Double Exposure) (16/12/1973).
Atores convidados: Robert Culp, Robert Middleton, Louise Latham.
Sinopse: Mensagens subliminares. (70 min.) Emitido na RTP Memória em 18 de Setembro de 2012 e 19 de Setembro de 2012 em 2 episódios de 35 minutos.
20 - Publica ou Morre/Publicar ou Morrer (Publish or Perish) (18/01/1974).
Atores convidados: Jack Cassidy, Mickey Spillane, Mariette Hartley.
Sinopse: Editor assassina autor de livros. (70 min.) Emitido na RTP Memória em 20 de Setembro de 2012 e 21 de Setembro de 2012 em 2 episódios de 35 minutos.
21 - Trama de um Pai/Mente Mutilada (Mind Over Mayhem) (10/02/1974).
Atores convidados: Jose Ferrer, Lew Ayres, Robert Walker.
Sinopse: Um professor universitário assassina outro professor universitário para proteger a reputação do filho do assassino. (70 min.) Emitido na RTP Memória em 24 de Setembro de 2012 e 25 de Setembro de 2012 em 2 episódios de 35 minutos.
22 - O Canto do Cisne (Swan Song) (03/03/1974).
Atores convidados: Johnny Cash, Ida Lupino, William McKinney.
Sinopse: Cantor de música country, faz avião cair com a mulher dentro. (90 min.)
23 - Trama de Amigos/Amigo de Verdade (A Friend in Deed) (05/05/1974).
Atores convidados: Richard Kiley, Michael McGuire, Rosemary Murphy.
Sinopse: Comissário de polícia e vizinho fornecem álibis para seus respectivos assassinatos. (90 min.)

### 1974/75
em itálico, os nomes dos episódios no Brasil e em Portugal.
24 - Exercício Fatal (An Exercise in Fatality) (15/09/1974).
Atores convidados: Robert Conrad, Philip Bruns, Pat Harrington.
Sinopse: O dono de um ginásio mata um dos seus franchisados que descobriu uma série de fraudes financeiras. (90 min.)
25 - Reação Negativa (Negative Reaction) (06/10/1974).
Atores convidados: Dick Van Dyke, Antoinette Bower, Don Gordon.
Sinopse: Fotógrafo mata a sua mulher mas faz parecer que ela foi vítima de sequestro. (90 min.)
26 - Ao Romper da Aurora (By Dawns Early Night) (27/10/1974).
Atores convidados: Patrick McGoohan, Tom Simcox, Mark Wheeler.
Sinopse: Comandante de academia militar faz canhão explodir quando aceso em evento formal, matando indivíduo com quem tinha divergências sobre o futuro da instituição. McGoohan ganhou um Emmy por essa atuação. (90 min.)
27 - Águas Agitadas (Troubled Waters) (09/02/1975).
Atores convidados: Robert Vaughn, Patrick MacNee, Bernard Fox.
Sinopse: Assassinato num cruzeiro: homem mata amante. (90 min.)
28 - Playback (Playback) (02/03/1975).
Atores convidados: Oskar Werner, Martha Scott, Gena Rowlands.
Sinopse: Milionário mata a sogra, encenando num circuito fechado de TV esse ato. (70 min.)
29 - Estado de Espírito Mortal/A Testemunha Ocular (A Deadly State of Mind) (27/04/1975).
Atores convidados: George Hamilton, Lesley Ann Warren, Stephen Elliott.
Sinopse: Hipnotizador mata marido de paciente e depois a própria paciente, conseguindo que se suicidasse. (70 min.)

### 1975/76
em itálico, os nomes dos episódios no Brasil e em Portugal.
30 - A Dama Esquecida (Forgotten Lady) (14/9/1975).
Atores convidados: Janet Leigh, Sam Jaffe, John Payne.
Sinopse: Outrora rainha das telas assiste a filme antigo em sua casa; o filme quebra. (90 min.)
31 - Um Caso de Imunidade (A Case of Immunity) (12/10/1975).
Atores convidados: Hector Elizondo, Sal Mineo, Barry Robins.
Sinopse: Assassinato em missão diplomática árabe. (70 min.)
32 - Crise De Identidade (Identity Crisis) (2/11/1975).
Atores convidados: Patrick McGoohan, Leslie Nielsen, Otis Young.
Sinopse: Um espião da CIA mata outro espião. (90 min.)
33 - Uma Questão de Honra (A Matter of Honor) (1/2/1976).
Atores convidados: Ricardo Montalban, Pedro Armendariz Jr., A. Martinez.
Sinopse: Tourada no México. (70 min.)
34 - Agora Você o Vê (Now You See Him) (29/2/1976).
Atores convidados: Jack Cassidy, Bob Dishy, Robert Loggia.
Sinopse: Mágico; truque do tanque de água. (90 min.)
35 - Adeus a um Comodoro (Last Salute to the Commodore) (2/5/1976).
Atores convidados: Robert Vaughn, Fred Draper, Diane Baker.
Sinopse: Genro assassina arquiteto naval. (90 min.)

### 1976/77
em itálico, os nomes dos episódios no Brasil e em Portugal.
36 - Introdução ao Crime (Fade in to Murder) (10/10/1976).
Atores convidados: William Shatner, Lola Albright, Alan Manson.
Sinopse: Detetive de televisão assassina o produtor do show. (70 min.)
37 - Crime à Antiga (Old Fashioned Murder) (28/11/1976).
Atores convidados: Joyce Van Patten, Celeste Holm, Jeannie Berlin.
Sinopse: Museu de artefatos medievais e arte. (70 min.)
38 - Adeus ao Super Q.I. (The Bye-Bye Sky High I.Q.) (22/5/1977).
Atores convidados: Theodore Bikel, Samantha Eggar, Sorrell Booke.
Sinopse: Assassinato num clube para gênios; fonógrafo. (70 min.)

### 1977/78
em itálico, os nomes dos episódios no Brasil e em Portugal.
39 - Tente me Pegar (Try and Catch Me) (21/11/1977).
Atores convidados: Ruth Gordon, Mariette Hartley, G.D. Spradlin.
Sinopse: Escritora de mistério tranca vítima que seria seu sobrinho,dentro do cofre em sua casa. (70 min.)
40 - A Morte em um Copo (Murder Under Glass) (30/1/1978).
Atores convidados: Louis Jourdan, Shera Danese, Richard Dysart.
Sinopse: Crítico de comida mata dono de restaurante. (70 min.)
41 - Dê-me um Crime Perfeito (Make Me a Perfect Murder) (28/2/1978).
Atores convidados: Trish Van Devere, Laurence Luckinbill, Patrick O'Neal.
Sinopse: Assistente de programador de televisão assassina seu chefe. (90 min.)
42 - A Morte pelo Telefone (How to Dial a Murder) (15/4/1978).
Atores convidados: Nicol Williamson, Tricia O'Neil, Kim Cattrall.
Sinopse: Cães matam vítima ao atender telefone e dizer a palavra Rosenbud. (90 min.)
43 - Os Conspiradores (The Conspirators) (13/5/1978).
Atores convidados: Clive Revill, Jeanette Nolan, Bernard Behrens.
Sinopse: Terroristas irlandeses; roubo de armas. (90 min.)

### 1989
em itálico, os nomes dos episódios no Brasil e em Portugal.
44 - Columbo Goes To The Guillotine (06/02/89)
45 - Murder, Smoke & Shadows (27/02/89)
46 - Sex And The Married Detective (03/04/89)
47 - Grand Deceptions (01/05/89)

### 1989/90
em itálico, os nomes dos episódios no Brasil e em Portugal.
48 - Murder: A Self-Portrait (25/11/89)
49 - Columbo Cries Wolf (20/01/90)
50 - Agenda For Murder (10/02//90)
51 - Rest In Peace, Mrs. Columbo (31/03/90)
52 - Uneasy Lies The Crown (28/04/90)
53 - Murder In Malibu (14/05/90)

### 1990/91
em itálico, os nomes dos episódios no Brasil e em Portugal.
54 - Columbo Goes To College (09/12/90)
55 - Murder Can Be Hazardous To Your Health (20/02/91) 
Transmitido na RTP Memória (Portugal) em 2020 a 07 Agosto às 21:00 e 08 Agosto à 1:50
56 - Columbo And The Murder Of A Rock Star (29/04/91)

### 1993/94
em itálico, os nomes dos episódios no Brasil e em Portugal.
57 - Its All In The Game (31/10/93)
58 - Butterfly In Shades Of Grey (10/01/94)
59 - Undercover (02/05/94)

## Especiais (1991/2003)
em itálico, os nomes dos episódios no Brasil e em Portugal.
01 - Death Hits The Jackpot (15/12/91)
02 - No Time To Die (15/03/92)
03 - A Bird In The Hand (22/11/92)
04 - Strange Bedfellows (08/05/95)
05 - A Trace Of Murder (15/05/97)
06 - Ashes To Ashes (08/10/98)
07 - Murder With Too Many Notes (1999)
08 - Columbo Like the Nightlife (30/01/03)